# Boo IBK
Boo IBK var Nacka kommuns äldsta innebandyklubb och bildades 1987. Boo IBK bildade 2003 tillsammans med Björknäs BK, Boo Björknäs IBK.